# Hasvik Lufthavn
Hasvik Lufthavn (IATA: HAA, ICAO: ENHK) er en regional lufthavn i Hasvik kommune i Troms og Finnmark fylke i Norge. Lufthavnen er ligger ved stedet Hasvik på Sørøya. Den ejes og drives af Avinor AS.
Hasvik Lufthavn blev bygget i 1983 som en ambulancestribe på grus. Samme år startede flyselskabet Norving rute Alta – Hasvik – Hammerfest.  I 1995 blev rullebanen asfalteret. Rullebanen er på 960 meter.
Hasvik Lufthavn tjenes i dag af Widerøe, som bruger Dash 8-maskiner på sine flyvninger, hovedsagelig flyvninger til Hammerfest og Tromsø. Om morgenen flyves også til Berlevåg, Båtsfjord, Vardø, Vadsø og Kirkenes. Fra Tromsø findes korresponderende afgange med SAS, Widerøe og Norwegian for resten af Norge og udlandet.

## Destinationer
|       | Flyselskab | Destinationer                                                   |
| ----- | ---------- | --------------------------------------------------------------- |
| Norge | Widerøe    | Berlevåg, Båtsfjord, Hammerfest, Kirkenes, Tromsø, Vadsø, Vardø |

70°29′12″N 22°08′23″Ø / 70.48667°N 22.13972°Ø